# Tarnivci
Tarnivci (ukrajinsky Тарнівці, maďarsky Ungtarnócz, česky Tarnovce) jsou obec na levém břehu řekyUh, ve venkovské územní komunitě Cholmok, v užhorodském okrese Zakarpatské oblasti Ukrajiny. V roce 2025 žilo v celé obci 2922 obyvatel.

## Části obce
- Tarnivci
- Botfalva
- Šyšlivci[3]

## Historie
Do Trianonské smlouvy byla ves součástí Uherska, poté po názvem Tarnovce součástí okresu Kapušany (1922), později okresu Užhorod-venkov v Československu. Za první republiky zde byl obecní notariát, četnická stanice a poštovní úřad. V roce 1930 zde žilo 434 obyvatel. V důsledku první vídeňské arbitráže byla ves v letech 1938 až 1944 součástí Maďarska. Od roku 1945 patříla k Ukrajinské sovětské socialistické republice, která byla součástí SSSR, a nakonec od roku 1991 samostatné Ukrajině.